# ماريو سالاس
ماريو سالاس (بالإسبانية: Mario Salas)‏ هو لاعب كرة قدم تشيلي في مركز الوسط، ولد في 11 أكتوبر 1967 في فينيا ديل مار في تشيلي. شارك مع منتخب تشيلي لكرة القدم. أما مع النوادي، فقد لعب مع إيفرتون دي فينا ديل مار وسانتياغو واندررز وكولو-كولو ونادي بالستينو ويونيون إسبانيولا.

## وصلات خارجية
- ماريو سالاس على موقع الاتحاد الدولي (مؤرشف)  (الإنجليزية)
- ماريو سالاس على موقع قاعدة بيانات كرة القدم.إي يو (الإنجليزية)
- ماريو سالاس على موقع ناشيونال فوتبول تيمز (الإنجليزية)
- ماريو سالاس على موقع Soccerway.com (الإنجليزية)
- ماريو سالاس على موقع عالم كرة القدم.نت (الإنجليزية)